# Diakonia

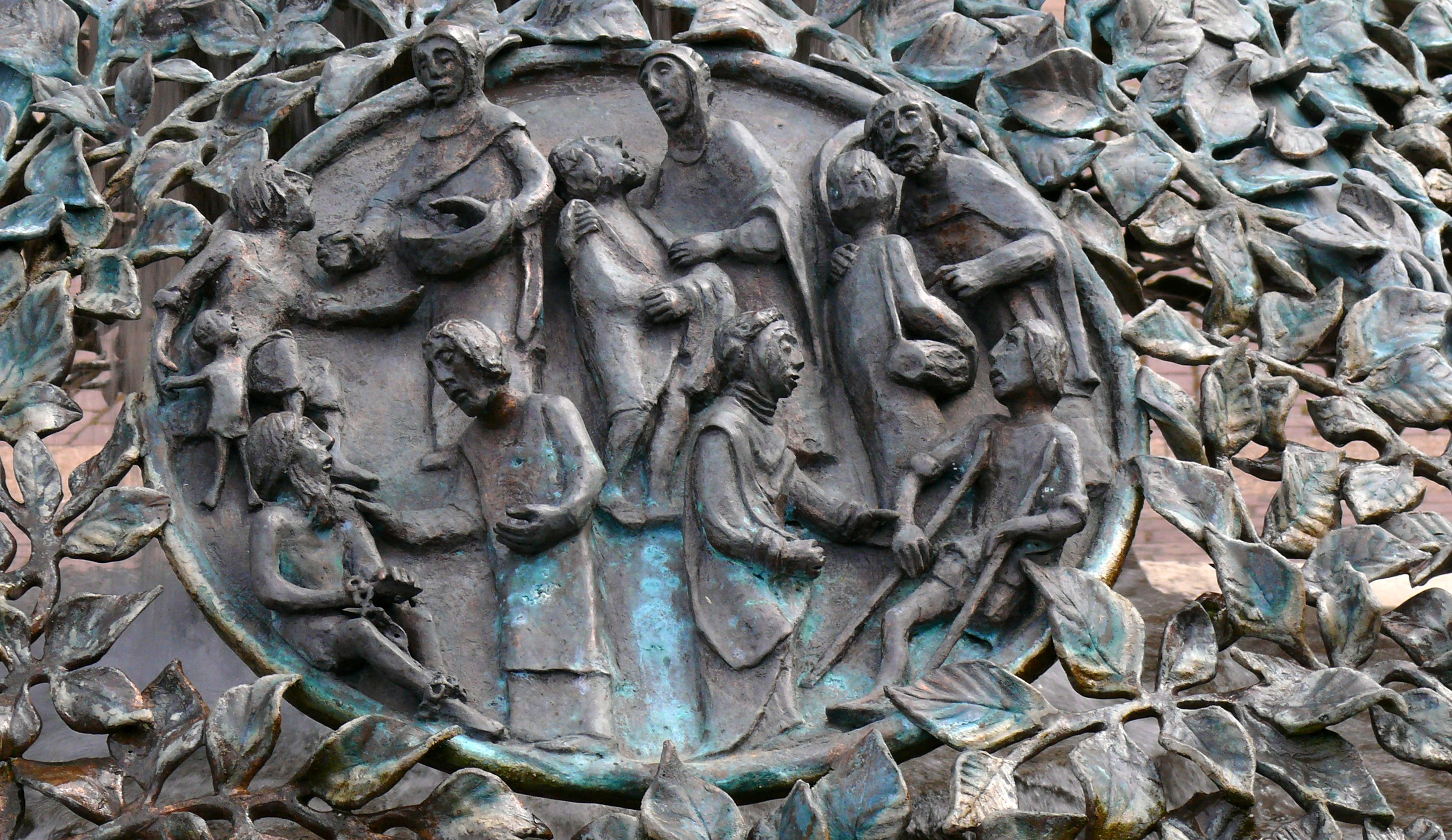
Alegoria diakonii jako pomocy potrzebującym na pomniku Bugenhagena w Hildesheim

Diakonia (gr. διακονία, diakonia – służba) – określenie nieodpłatnej posługi. W Kościele katolickim słowo diakonia dotyczy różnych form działalności, może być np. diakonia liturgiczna, muzyczna, itp. W kościołach protestanckich posługa diakonacka wiąże się głównie z pracą socjalną, oraz pomocą potrzebującym.

## Diakonia Kościoła Ewangelicko-Augsburskiego w RP
Kościół Ewangelicko-Augsburski powołał do życia w 1999 roku Diakonię Kościoła, której celem jest pomoc ludziom potrzebującym.

## Ruch Światło-Życie
Jednym z charyzmatów Ruchu Światło-Życie jest właśnie diakonia. Jest ona rozumiana w oazie jako służba podejmowana w oparciu o otrzymane dary Ducha Świętego, czyli charyzmaty w ramach kościelnej wspólnoty i dla budowania tej wspólnoty.
W obliczu potrzeb w Ruchu ukształtowały się następujące diakonie:
- Diakonia Ewangelizacji (DE)
- Diakonia Modlitwy (DM)
- Diakonia Liturgiczna (DL)
- Diakonia Muzyczna (DMuz)
- Diakonia Wyzwolenia (DW)
- Diakonia Słowa (DS)
- Diakonia Życia (DŻ)
- Diakonia Oaz Rekolekcyjnych (DOR)
- Diakonia Oaz Dzieci Bożych
- Diakonia Wychowawcza (DW)
- Diakonia Komunikowania Społecznego (DKS)
- Diakonia Społeczno-Kulturalna (DSK, DeSKa)
- Diakonia Miłosierdzia (DMi)
- Diakonia Misyjna (DMis)
- Diakonia Deuterokatechumenatu (DDD)
- Diakonia Formacji Diakonii
- Diakonia Moderacji

Diakonie funkcjonują na szczeblu centralnym (CDE, CDM itd.), diecezjalnym (DDE, DDM...), rejonowym (RDE, RDM...) i wreszcie parafialnym, przy czym nie wszystkie diakonie muszą występować na wszystkich szczeblach. Co pewien czas odbywają się spotkania poszczególnych diakonii, zarówno formacyjne jak i organizacyjne.